# 吉安佛朗哥·泰倫齊
吉安佛朗哥·泰倫齊（義大利語：Gianfranco Terenzi，1941年1月2日—2020年5月20日）是一位聖馬利諾的政治人物，於1987年10月－1988年4月、2001年4月－2001年10月、2006年4月－2006年10月與2014年10月－2015年4月四度出任執政官。他是聖馬利諾天主教民主黨的一員。他于2020年5月20日死于车祸。